# Cristian-Constantin Zăinescu
Cristian-Constantin Zăinescu (n. 8 octombrie 1948, București) a fost un deputat român în legislatura 1990-1992, ales în județul Iași pe listele Partidului Național Liberal. Cristian-Constantin Zăinescu a fost membru în grupurile parlamentare de prietenie cu Regatul Belgiei (vicepreședinte), Regatul Thailandei și Australia. A fost membru fondator (5 ianuarie 1990), primul președinte al Organizației Județene Iași și vicepreședinte al PNL (1990-1992).,